# Bad Vöslau
Bad Vöslau là một thị xã nghỉ dưỡng thuộc bang Niederösterreich ở nước Áo. Đô thị này có diện tích 36,74 km², dân số năm 2001 là 11.190 người. Đô thị này nổi tiếng với nghề làm rượu nho.
Bad Vöslau có cự ly 35 km về phía nam Viên.